# Si las mujeres mandaran (o mandasen)
Si las mujeres mandaran (o mandasen) es una película española de ciencia ficción y comedia de 1982, que se desarrolla en un futuro en que las mujeres son el sexo dominante.

## Sinopsis
A finales del siglo XXI la mujer ha logrado la victoria sobre su eterno enemigo, el hombre, y la tierra es un feroz matriarcado. Por eso Marcelo, como todos los españoles del sexo masculino, dedica su tiempo a la cesta de la compra, a limpiar el hogar y a llevar y traer las niñas del colegio. En cambio su esposa, la gallarda y calavera Comandanta Santurce, se pasa la vida tan ricamente, siéndole infiel con Sancho, un precioso y casquivano "coristo" del Barrio Chino de Madrid. La sociedad quiere maridos sufridos y callados. Por eso Marcelo sufre y calla...hasta que un día maravilloso aparece en su vida Agustina. Una joven y preciosa arqueóloga, que cree haber encontrado en sus excavaciones australianas, en un fósil idéntico a Marcelo, el arquetipo del macho de tiempos pasados.